# 沃尔特华盛顿会议中心
沃尔特.华盛顿会议中心（Walter E. Washington Convention Center）是一个2,300,000-平方英尺（210,000-平方）的会展中心，位于美国华盛顿哥伦比亚特区西北区，由弗农山广场、7街、9街和N 街围合的街区。它于2003年建成，由亚特兰大的Thompson, Ventulett, Stainback & Associates建筑事务所设计。附近的弗农山广场站属于华盛顿地铁的黄线和绿线。